# Egyszempontos varianciaanalízis
A statisztikában az egyszempontos varianciaanalízis (rövidítve egyszempontos ANOVA) olyan technika, amely két vagy több minta átlagának összehasonlítására használható (az F-eloszlás használatával). Ez a technika csak numerikus válasz adatokkal használható, a függő változó, általában egy változó, és ezek numerikus, vagy (általában) kategorikus bemeneti adatok, a független változó, mindig egy változó, ezért "egyirányú".
Az ANOVA azt a nullhipotézist teszteli, hogy a minták minden csoportban azonos átlagértékű populációkból kerülnek kiválasztásra. Ehhez két becslés készül a lakosság varianciájáról. Ezek a becslések különböző feltételezésekre támaszkodnak (lásd alább). Az ANOVA képez egy F-statisztikát,  ami a mintákon belüli átlagok varianciájának a varianciahányadosa. Hogyha a csoportátlagokat azonos átlagértékű populációkból vettük, akkor a csoportok közötti variancia alacsonyabb kellene, hogy legyen, mint a minták varianciája, követve a központi határeloszlás-tételt. Egy magasabb arány tehát implikálja, hogy a mintákat különböző átlagértékű populációkból vettük.
Jellemzően azonban az egyszempontos ANOVA legalább három csoport közötti különbségek mérésére használt teszt, mivel a két csoport eseté t-próba alkalmazható (Gosset, 1908). Amikor csak két csoport átlagát hasonlítjuk össze,  a t-próba valamint az F-teszt egyenértékű; az összefüggés az ANOVA és a t között F = t2. Az egyszempontos ANOVA kiterjesztése a kétszempontos varianciaanalízis, ami két különböző kategorikus független változó hatását vizsgálja a függő változóra.

## Feltételezések
Az egyszempontos ANOVA eredményei addig tekinthetőek megbízhatónak, amíg a következő feltételezések teljesülnek:
- Válasz változó reziduálisok normális eloszlásúak (vagy közel normális eloszlásúak).
- A populációk varianciája egyenlő.
- Adott csoport válaszai független, azonos eloszlású, normális eloszlású véletlen változók (nem egy egyszerű véletlen minta (SRS)).

Ha az adatok ordinálisak, nem-parametrikus alternatívaként például a Kruskal–Wallis egyutas varianciaanalízis használható. Ha a varianciák nem egyenlőek, a kétmintás Welch t-teszt általánosítását lehet használni.

### Eltávolodás a populáció normalitásától
Az ANOVA egy viszonylag robusztus eljárás, a normalitás megsértésére való tekintettel is.
Az egyszempontos ANOVA általánosítható faktoriális, többváltozós elrendezésekhez, valamint kovariancia elemzéséhez is.
Gyakran kijelentetik a népszerű irodalomban, hogy ezen F-tesztek egyike sem robusztus, amikor súlyosan sérül az a feltételezés, hogy az egyes populációk követik normális eloszlást, különösen a kis alfa szintek és az aszimmetrikus elrendezés miatt. Emellett azt is állítják, hogy ha a mögöttes feltételezés, a homoszkedaszticitás megsérül, az elsőfajú hiba lehetősége jelentősen nő.
Azonban az 1950-es években és korábban készült munkák alapján ez tévedés. Az első átfogó vizsgálat a kérdésre a Monte Carlo szimuláció volt Donaldson (1966) által. Megmutatta, hogy a normalitás általános sérülései során (pozitív ferdeség, nem egyenlő szórások) "az F-teszt olyan konzervatív", hogy kevésbé valószínű azt találnunk, hogy egy változó szignifikáns, mint azt, hogy nem. Azonban, hogyha akár a minta mérete, vagy a cellák száma növekszik, "a teljesítmény görbék a normál eloszlás felé konvergálnak". Tiku (1971) megállapította, hogy "a nem-normál elméletű F ereje eltér a normál elmélet erejétől, egy korrekciós idő által, amely élesen csökken a minta méretének  növekedésével." A probléma a nem-normalitással, különösen a nagy minták esetén, sokkal kevésbé súlyos, mint azt népszerű cikkek sejtetik.
Az aktuális nézet szerint a "Monte-Carlo tanulmányokat széles körben használták a normál eloszlás-alapú vizsgálatokhoz meghatározandó, hogy milyen érzékenyek ezek a normál eloszlás megsértésének feltételezésére, a vizsgált változókra vonatkozóan a populáción belül . Az általános következtetés ezekből a vizsgálatokból, hogy az ilyen sértések következményei kevésbé súlyosak, mint azt korábban gondolták. Ezek a következtetések növelték az eloszlás-függő statisztikai tesztek általános népszerűségét rengeteg kutatási területen."
Nemparaméteres alternatívákért faktoriális elrendezésben, lásd Sawilowsky. További párbeszédért lásd ANOVA rangsorolva.

## Fixált hatások, teljesen randomizált kísérlet, kiegyensúlyozatlan adatok esete

### A modell
A normál lineáris modell a kezelt csoportokat a valószínűségi disztribúció alapján írja le, amelyej hasonló harang alakú (normál) görbék más átlagokkal. Tehát a modellek illeszkedési csupán az egyes kezelési csoportok átlagait és a variancia számítását igényli. Az átlagok és a variancia számítása a hipotézis tesztelés részeként zajlik.
A leggyakrabban használt normál lineáris modellek egy teljesen randomizált kísérlethez:
{\displaystyle y_{i,j}=\mu _{j}+\varepsilon _{i,j}} (az átlagok modell)
vagy
{\displaystyle y_{i,j}=\mu +\tau _{j}+\varepsilon _{i,j}} (a hatások modell)
ahol
{\displaystyle i=1,\dotsc ,I} index a kísérleti egységek fölött
{\displaystyle j=1,\dotsc ,J} index a kezelt csoportok között
{\displaystyle I_{j}} a kísérleti egységek száma a j-edik kezelt csoportban
{\displaystyle I=\sum _{j}I_{j}} a kísérleti egységek teljes száma
{\displaystyle y_{i,j}}megfigyelések
{\displaystyle \mu _{j}} a j-edik kezelt csoportokra vonatkozó megfigyelések átlaga
{\displaystyle \mu } a megfigyelések nagy átlaga
{\displaystyle \tau _{j}}a j-edik kezelési hatás, a nagy átlagtól való eltérés
{\displaystyle \sum \tau _{j}=0}
{\displaystyle \mu _{j}=\mu +\tau _{j}}
{\displaystyle \varepsilon \thicksim N(0,\sigma ^{2})}, {\displaystyle \varepsilon _{i,j}} normál eloszlású zéró átlagú random hibák.
Az indexet " {\displaystyle i}" a kísérleti egységek felett több módon lehet értelmezni. Egyes kísérleteknél, ugyanaz a kísérleti egység  számos kezeléshez tartozik;  egységre. Máskor minden csoportban van külön, egyedi kísérleti egységek vannak; ilyenkor  egyszerűen egy indexe a {\displaystyle j}-edik listának.

### Az adatok és az adatok statisztikai összegei
A kísérleti megfigyeléseket {\displaystyle y_{ij}} elrendezhetjük oszloponként csoportokban:
|                         | Lists of Group Observations |                          |                          |                                       |                          |                           |                          |                                                |
|                         | {\displaystyle I_{1}}       | {\displaystyle I_{2}}    | {\displaystyle I_{3}}    | {\displaystyle \dotso }               | {\displaystyle I_{j}}    |                           |                          |                                                |
| 1                       | {\displaystyle y_{11}}      | {\displaystyle y_{12}}   | {\displaystyle y_{13}}   |                                       | {\displaystyle y_{1j}}   |                           |                          |                                                |
| 2                       | {\displaystyle y_{21}}      | {\displaystyle y_{22}}   | {\displaystyle y_{23}}   |                                       | {\displaystyle y_{2j}}   |                           |                          |                                                |
| 3                       | {\displaystyle y_{31}}      | {\displaystyle y_{32}}   | {\displaystyle y_{33}}   |                                       | {\displaystyle y_{3j}}   |                           |                          |                                                |
| {\displaystyle \vdots } |                             |                          |                          |                                       | {\displaystyle \vdots }  |                           |                          |                                                |
| {\displaystyle i}       | {\displaystyle y_{i1}}      | {\displaystyle y_{i2}}   | {\displaystyle y_{i3}}   | {\displaystyle \dotso }               | {\displaystyle y_{ij}}   |                           |                          |                                                |
|                         |                             |                          |                          |                                       |                          |                           |                          |                                                |
|                         | Group Summary Statistics    | Group Summary Statistics | Group Summary Statistics | Group Summary Statistics              | Group Summary Statistics | Group Summary Statistics  | Grand Summary Statistics | Grand Summary Statistics                       |
| # Observed              | {\displaystyle I_{1}}       | {\displaystyle I_{2}}    | {\displaystyle \dotso }  | {\displaystyle I_{j}}                 | {\displaystyle \dotso }  | {\displaystyle I_{J}}     | # Observed               | {\displaystyle I=\sum I_{j}}                   |
| Sum                     |                             |                          |                          | {\displaystyle \sum _{i}y_{ij}}       |                          |                           | Sum                      | {\displaystyle \sum _{j}\sum _{i}y_{ij}}       |
| Sum Sq                  |                             |                          |                          | {\displaystyle \sum _{i}(y_{ij})^{2}} |                          |                           | Sum Sq                   | {\displaystyle \sum _{j}\sum _{i}(y_{ij})^{2}} |
| Mean                    | {\displaystyle m_{1}}       | {\displaystyle \dotso }  |                          | {\displaystyle m_{j}}                 | {\displaystyle \dotso }  | {\displaystyle m_{J}}     | Mean                     | {\displaystyle m}                              |
| Variance                | {\displaystyle s_{1}^{2}}   | {\displaystyle \dotso }  |                          | {\displaystyle s_{j}^{2}}             | {\displaystyle \dotso }  | {\displaystyle s_{J}^{2}} | Variance                 | {\displaystyle s^{2}}                          |

Összehasonlítva a modellt az összegzésekkel: {\displaystyle \mu =m} és  {\displaystyle \mu _{j}=m_{j}}. A nagy átlag és a nagy variancia a nagy összegekből számolandó, nem pedig a csoport átlagokból és szórásokból.

### A hipotézis tesztek
Az összefoglaló statisztikákat figyelembe véve a hipotézis teszt számításait láthatjuk táblázatos formában. Míg két oszlop négyzetösszeg (SS) látható, addig csak egy oszlop is elég az eredmények megjelenítéséhez.
| Source of variation | Sums of squares                                      | Sums of squares                                                                                             | Degrees of freedom  | Mean square                                              | F                                                    |
| Explanatory SS      | Computational SS                                     | DF | MS                  |                                                          |                                                      |
| Treatments          | {\displaystyle \sum _{Treatments}I_{j}(m_{j}-m)^{2}} | {\displaystyle \sum _{j}{\frac {(\sum _{i}y_{ij})^{2}}{I_{j}}}-{\frac {(\sum _{j}\sum _{i}y_{ij})^{2}}{I}}} | {\displaystyle J-1} | {\displaystyle {\frac {SS_{Treatment}}{DF_{Treatment}}}} | {\displaystyle {\frac {MS_{Treatment}}{MS_{Error}}}} |
| Error               | {\displaystyle \sum _{Treatments}(I_{j}-1)s_{j}^{2}} | {\displaystyle \sum _{j}\sum _{i}y_{ij}^{2}-\sum _{j}{\frac {(\sum _{i}y_{ij})^{2}}{I_{j}}}}                | {\displaystyle I-J} | {\displaystyle {\frac {SS_{Error}}{DF_{Error}}}}         |                                                      |
| Total               | {\displaystyle \sum _{Observations}(y_{ij}-m)^{2}}   | {\displaystyle \sum _{j}\sum _{i}y_{ij}^{2}-{\frac {(\sum _{j}\sum _{i}y_{ij})^{2}}{I}}}                    | {\displaystyle I-1} |                                                          |                                                      |
| ------------------- | ---------------------------------------------------- | --- | ------------------- | -------------------------------------------------------- | ---------------------------------------------------- |

{\displaystyle MS_{Error}}a modell {\displaystyle \sigma ^{2}}-ének becsült varianciája.

### Elemzési összefoglaló
Az ANOVA elemzés alapja egy sor számításon áll. Az adatokat táblázatos formában gyűjti. Aztán
- Minden egyes kezelési csoport összegezve van a kísérleti egységek száma, két összeg, egy átlag és egy variancia alapján. A kezelési csoport összefoglalók kombinálva vannak, hogy biztosítsák az egységek számáról és a végösszegek összértékét. A nagy átlag és a nagy variancia a nagy végösszegekből számolandó. A kezelési és a nagy átlagokat felhasználja a modell.
- A három szabadságfok és négyzetösszeg a végösszegekből számolandó.
- A számítógép általában az F-értékből határozza meg a p-értéket, ami megállapítja, hogy a kezelések szignifikáns eredményeket szültek-e. Hogyha az eredmények szignifikánsak, akkor a modellnek előreláthatóan van érvényessége.

Ha a kísérlet kiegyensúlyozott, minden {\displaystyle I_{j}} feltétel egyenlő, tehát a négyzetösszeg számolások egyszerűsödnek. Egy bonyolultabb kísérletben, ahol a kísérleti egységek (vagy a környezeti hatások) nem homogének, sorban értelmezett statisztikákat is használunk az elemzésben. Az extra feltételek meghatározása csökkenti az elérhető szabadságfokok számát.

## Példa
Képzeljünk el egy kísérletet, hogy egy faktor 3 szintjének hatását tanulmányozzuk (pl. három szintű permetező egy növényültetvényen). Hogyha 6 megfigyelésünk van minden szinten, akkor le tudjuk írni a lehetséges kimeneteleket az alábbi táblázatnak megfelelően, ahol a1, a2, és a3 a faktor 3 szintje, melyeket megfigyelünk.
| a1 | a2 | a3 |
| -- | -- | -- |
| 6  | 8  | 13 |
| 8  | 12 | 9  |
| 4  | 9  | 11 |
| 5  | 11 | 8  |
| 3  | 6  | 7  |
| 4  | 8  | 12 |
A nullhipotézis (H0), az összes F-tesztre vonatkozóan erre a kísérletre nézve az lenne, hogy a faktor három szintje ugyanazt a hatást váltja ki, átlagosan. Hogy kiszámítsuk az F-arányt:
1. lépés: Számítsuk ki az átlagot az egyes csoportokon belül:
{\displaystyle {\begin{aligned}{\overline {Y}}_{1}&={\frac {1}{6}}\sum Y_{1i}={\frac {6+8+4+5+3+4}{6}}=5\\{\overline {Y}}_{2}&={\frac {1}{6}}\sum Y_{2i}={\frac {8+12+9+11+6+8}{6}}=9\\{\overline {Y}}_{3}&={\frac {1}{6}}\sum Y_{3i}={\frac {13+9+11+8+7+12}{6}}=10\end{aligned}}}
2. lépés: Számítsuk ki a teljes átlagot
{\displaystyle {\overline {Y}}={\frac {\sum _{i}{\overline {Y}}_{i}}{a}}={\frac {{\overline {Y}}_{1}+{\overline {Y}}_{2}+{\overline {Y}}_{3}}{a}}={\frac {5+9+10}{3}}=8}
ahol a a csoportok száma.
3. lépés: Számítsuk ki a csoportok közötti (between-group) négyzetösszegek különbségét:
{\displaystyle {\begin{aligned}S_{B}&=n({\overline {Y}}_{1}-{\overline {Y}})^{2}+n({\overline {Y}}_{2}-{\overline {Y}})^{2}+n({\overline {Y}}_{3}-{\overline {Y}})^{2}\\[8pt]&=6(5-8)^{2}+6(9-8)^{2}+6(10-8)^{2}=84\end{aligned}}}
ahol n az adat értékek száma csoportonként.
A csoportok közötti szabadságfok eggyel kevesebb, mint a csoportok száma
{\displaystyle f_{b}=3-1=2}
így a csoportok közötti átlagos négyzetes érték:
{\displaystyle MS_{B}=84/2=42}
4. lépés: Számítsuk ki a csoporton belüli (within-group)  négyzetösszeget. Kezdjük adatok központosításával az egyes csoportokban
| a1     | a2     | a3      |
| ------ | ------ | ------- |
| 6-5=1  | 8-9=-1 | 13-10=3 |
| 8-5=3  | 12-9=3 | 9-10=-1 |
| 4-5=-1 | 9-9=0  | 11-10=1 |
| 5-5=0  | 11-9=2 | 8-10=-2 |
| 3-5=-2 | 6-9=-3 | 7-10=-3 |
| 4-5=-1 | 8-9=-1 | 12-10=2 |

A csoporton belüli négyzetösszeg az alábbi táblázat minden értékének négyzetösszege:
{\displaystyle {\begin{aligned}S_{W}=&(1)^{2}+(3)^{2}+(-1)^{2}+(0)^{2}+(-2)^{2}+(-1)^{2}+\\&(-1)^{2}+(3)^{2}+(0)^{2}+(2)^{2}+(-3)^{2}+(-1)^{2}+\\&(3)^{2}+(-1)^{2}+(1)^{2}+(-2)^{2}+(-3)^{2}+(2)^{2}\\=&\ 1+9+1+0+4+1+1+9+0+4+9+1+9+1+1+4+9+4\\=&\ 68\\\end{aligned}}}
A csoporton belüli szabadságfok:
{\displaystyle f_{W}=a(n-1)=3(6-1)=15}
Így a csoporton belüli átlag négyzet értéke:
{\displaystyle MS_{W}=S_{W}/f_{W}=68/15\approx 4.5}
5. lépés: Az F-arány
{\displaystyle F={\frac {MS_{B}}{MS_{W}}}\approx 42/4.5\approx 9.3}
A kritikus érték az a szám, amelyet a teszt statisztika meg kell, hogy haladjon, hogy elutasíthassuk a tesztet. Ebben az esetben, Fcrit(2,15) = 3.68 ahol α = 0.05. Mivel F=9.3 > 3.68, az eredmények szignifikánsak 5% - os szignifikancia szinten. Tehát el kell utasítanunk a nullhipotézist, következtetésként levonva, hogy erős bizonyíték áll fent a három csoport elvárt értékeinek különbözőségére. Erre a tesztre vonatkozó p-érték 0.002.
Az F-teszt elvégzése után, szokás szerint "post-hoc" tesztet futtatunk a csoportátlagokról. Ebben az esetben, az első két csoport átlaga 4 egységgel különbözik, az első és a harmadik csoport átlaga 5 egységgel, a második és a harmadik csoport átlaga pedig csak egy egységgel. A standard hiba minden ilyen különbségre nézve {\textstyle {\sqrt {4.5/6+4.5/6}}=1.2}. Következésképp, az első csoport erősen különbözik a többitől, mivel az átlagos különbség többszöröse a standard hibának, szóval magabiztosan kijelenthetjük, hogy az első csoport populációjának az átlaga különbözik a többi csoport populációjának átlagától. Ellenben nincs bizonyíték arra, hogy a második és a harmadik csoportnak eltérő populáció átlagai vannak, mivel egy egység átlagos különbsége összehasonlítható a standard hibával. Megjegyzés: az F(x, y) az F-eloszlás kumulatív eloszlás függvényének x szabadságfokú számlálóját, y szabadságfokú nevezőjét jelöli.